# Гречко, Георгий Михайлович
Гео́ргий Миха́йлович Гре́чко (25 мая 1931, Ленинград — 8 апреля 2017, Москва) — советский космонавт, дважды Герой Советского Союза.

## Биография

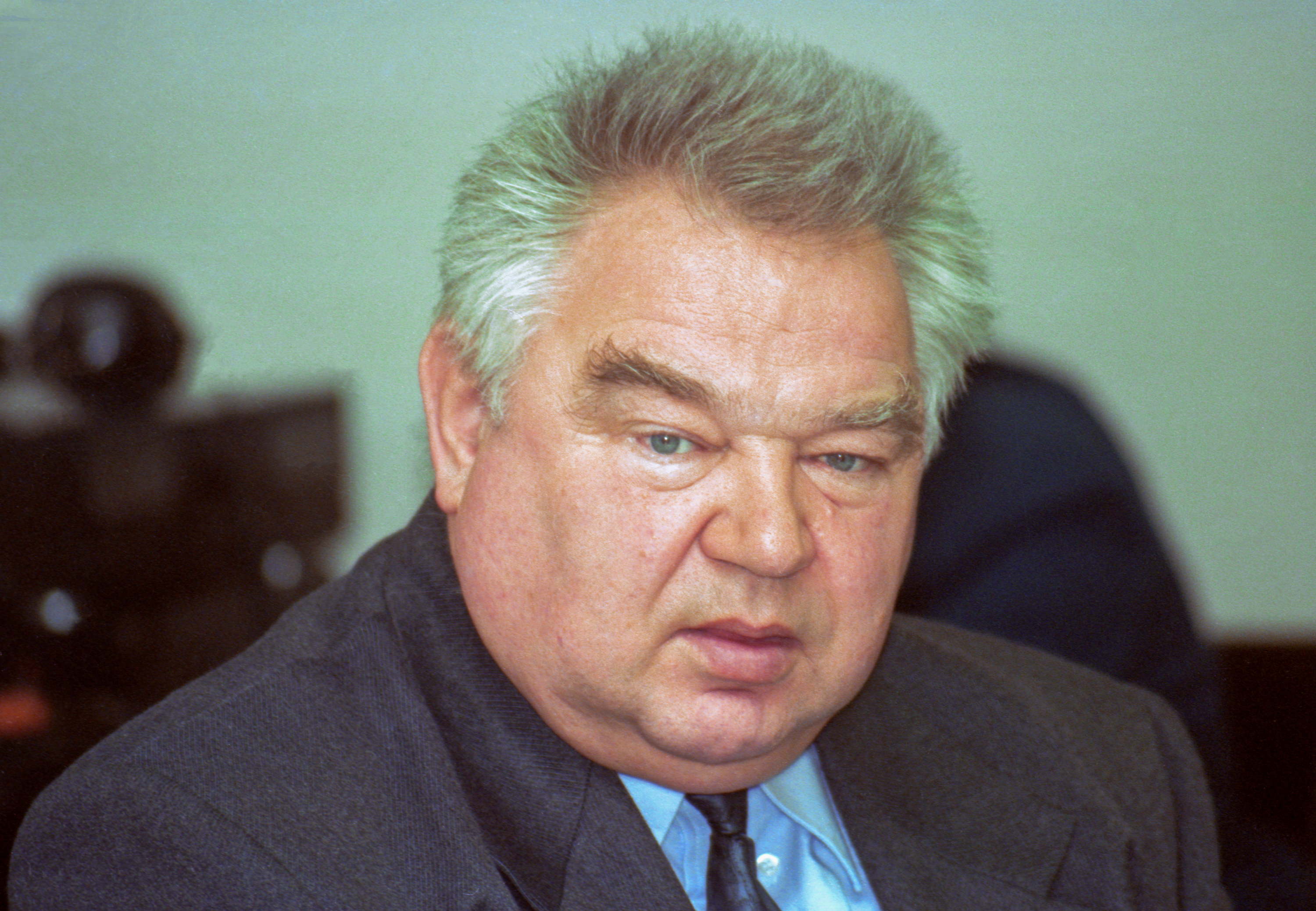
Георгий Михайлович Гречко, 1997 год, автор фото: Лев Медведев

### Ранние годы
Родился 25 мая 1931 года в Ленинграде. Мать — Александра Яковлевна, главный инженер завода, белоруска родом из города Чашники (ныне — Витебская область), отец — Михаил Фёдорович, младший научный сотрудник, украинец родом из Черниговской области. 15 июня 1941 года десятилетнего Гречко родители отправили на каникулы к бабушке на Украину под Харьков. Два года он провёл в оккупации.  В 1943 году вернулся в Ленинград. В 1949 году окончил среднюю школу. С 1954 года работал в КБ Королёва на полставки. В 1955 году окончил с отличием Ленинградский военно-механический институт (Военмех).
В 1955 году окончил с отличием Ленинградский механический институт, работал в ОКБ-1.
Член КПСС. С 1966 года в отряде космонавтов.

### Космические полёты
Совершил три космических полёта, общая продолжительность которых составляет 134 дня 20 часов 32 минуты и 58 секунд и совершил один выход в открытый космос продолжительностью 1 час 28 минут.
В 1968—1969 годах входил в группу космонавтов, готовившихся по советским программам облёта Луны Л1/«Зонд» и посадке на неё космического корабля Л3. Полёты пилотируемых кораблей «Зонд» по лунно-облётной программе были отменены после того, как США совершили первый полёт вокруг Луны на «Аполлоне-8» в декабре 1968 года, а параллельная лунно-посадочная программа (в полёте по которой бортинженер, в данном случае — Г. Гречко, должен был оставаться на окололунной орбите, когда командир экипажа высаживался на Луну) также не была реализована.

#### Первый полёт
С 11 января по 9 февраля 1975 года совместно с А. А. Губаревым совершил полёт на КК «Союз-17» в качестве бортинженера. 12 января 1975 года «Союз-17» произвёл стыковку с находившейся на орбите с 26 декабря 1974 года орбитальной станцией «Салют-4» и космонавты перешли на станцию. Полёт продолжался 29 суток 13 часов 20 минут и стал рекордным по продолжительности для советских космонавтов на тот момент. 12 февраля 1975 года за успешное осуществление полёта экипажу было присвоено звание Героев Советского Союза.

#### Второй полёт
С 10 декабря 1977 года по 16 марта 1978 года совместно с Ю. В. Романенко совершил полёт на космическом корабле «Союз-26» и орбитальной станции «Салют-6» в качестве бортинженера. В полёте, длившемся 96 суток 10 часов (на тот момент — мировой рекорд пребывания на орбите), к орбитальной станции пристыковывались космический корабль «Союз-27» (экипаж: В. А. Джанибеков, О. Г. Макаров), грузовой транспортный корабль «Прогресс-1» и космический корабль «Союз-28» (экипаж: А. А. Губарев, В. Ремек). Экипаж Романенко—Гречко возвратился на корабле «Союз-27». В этом полёте космонавты стали первыми, кто принял экипаж посещения, транспортный грузовой корабль, интернациональный экипаж по программе «Интеркосмос» и кто встретил Новый год в космосе.
За этот полёт Г. Гречко было присвоено звание дважды Героя Советского Союза и Героя ЧССР. В честь этого полёта одна из улиц города Северодвинска была названа улицей Советских космонавтов.

#### Третий полёт
17—26 сентября 1985 года в качестве бортинженера совместно с командиром В. В. Васютиным и космонавтом-исследователем А. А. Волковым совершил третий космический полёт на космическом корабле «Союз Т-14» и орбитальной станции «Салют-7». После работы на борту орбитального комплекса «Салют-7» — «Союз Т-13» — «Союз Т-14», возвратился на Землю вместе с В. А. Джанибековым на космическом корабле «Союз Т-13». Выполнив этот полёт в возрасте 54 лет, в течение 10 лет оставался самым пожилым в СССР/России человеком, побывавшим на орбите (это достижение немного превысили сначала в 1995 году Г. Стрекалов, а в 1998 году — В. Рюмин).

### Другая деятельность
Кандидат в мастера спорта по автоспорту, являлся членом президиума Федерации автоспорта СССР. Имел 1-й разряд по парашютному спорту (64 прыжка), 2-е разряды по планеризму и стрельбе, 3-й разряд по самолётному спорту.С 1986 по 1991 годы — президентом Федерации Горнолыжного спорта СССР.
В 1989 году выдвигался в кандидаты в народные депутаты СССР от города Москвы, однако в последний момент, перед самим голосованием, снял свою кандидатуру в пользу Бориса Ельцина.
С 1977 года по 1990 год — ведущий телевизионной программы «Этот фантастический мир».
В 1980-х годах был заведующим лабораторией Института физики атмосферы имени А. М. Обухова РАН.

Могила Георгия Гречко на Троекуровском кладбище

Главный консультант фильма режиссёра Павла Арсенова «Лиловый шар» (1987), консультант фильма режиссёра Бориса Ивченко «Под созвездием Близнецов» (1979).
Снялся в фильмах «Не послать ли нам… гонца?» (1998) и «Карнавальная ночь 2, или 50 лет спустя» (2007), сыграв самого себя.
С апреля по декабрь 2001 года был ведущим прогноза погоды на неделю, который показывался после программы «Времена» на ОРТ.
28 июня 2005 года в числе 50 представителей общественности подписал «Письмо в поддержку приговора бывшим руководителям „ЮКОСа“».
В 2006 году участвовал совместно с руководителем «Космопоиска» В. А. Чернобровым в экспедиции на гору Синай. Экспедиция исследовала наличие на горе инопланетного корабля, которое предполагалось З. Ситчиным. Выяснилось, что за инопланетный корабль была принята вершина холма.
Был вице-президентом ОТП Банка.

### Смерть
Скончался в 06:40 8 апреля 2017 года в 81-й больнице имени Вересаева в Москве на 86-м году жизни. Причиной смерти стала сердечная недостаточность. Похороны прошли 11 апреля на Троекуровском кладбище.

## Вклад в филателию
Увлекался коллекционированием марок ещё в детстве. На девятилетие отец подарил ему альбом с марками, этот альбом был впоследствии утерян в блокадном Ленинграде. Вновь Г. Гречко занялся филателией в конце 1960-х — начале 1970-х годов.
В 1971 году он вступил во Всесоюзное общество филателистов (ВОФ). Темой филателистической коллекции Гречко стала «Космонавтика».

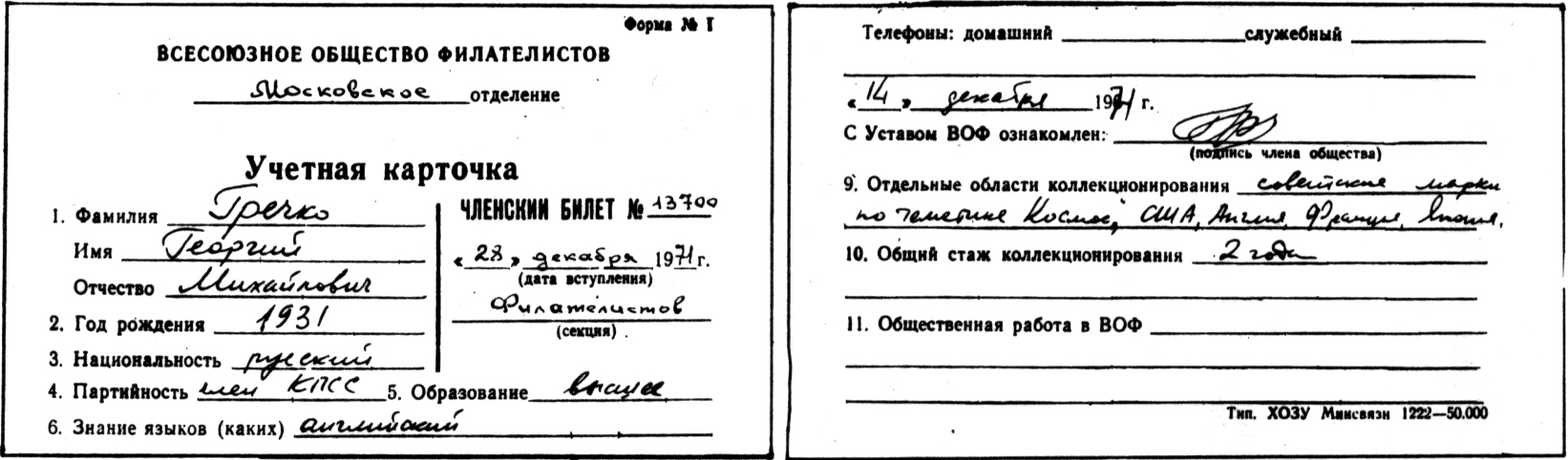
Учётная карточка Всесоюзного общества филателистов Г. М. Гречко

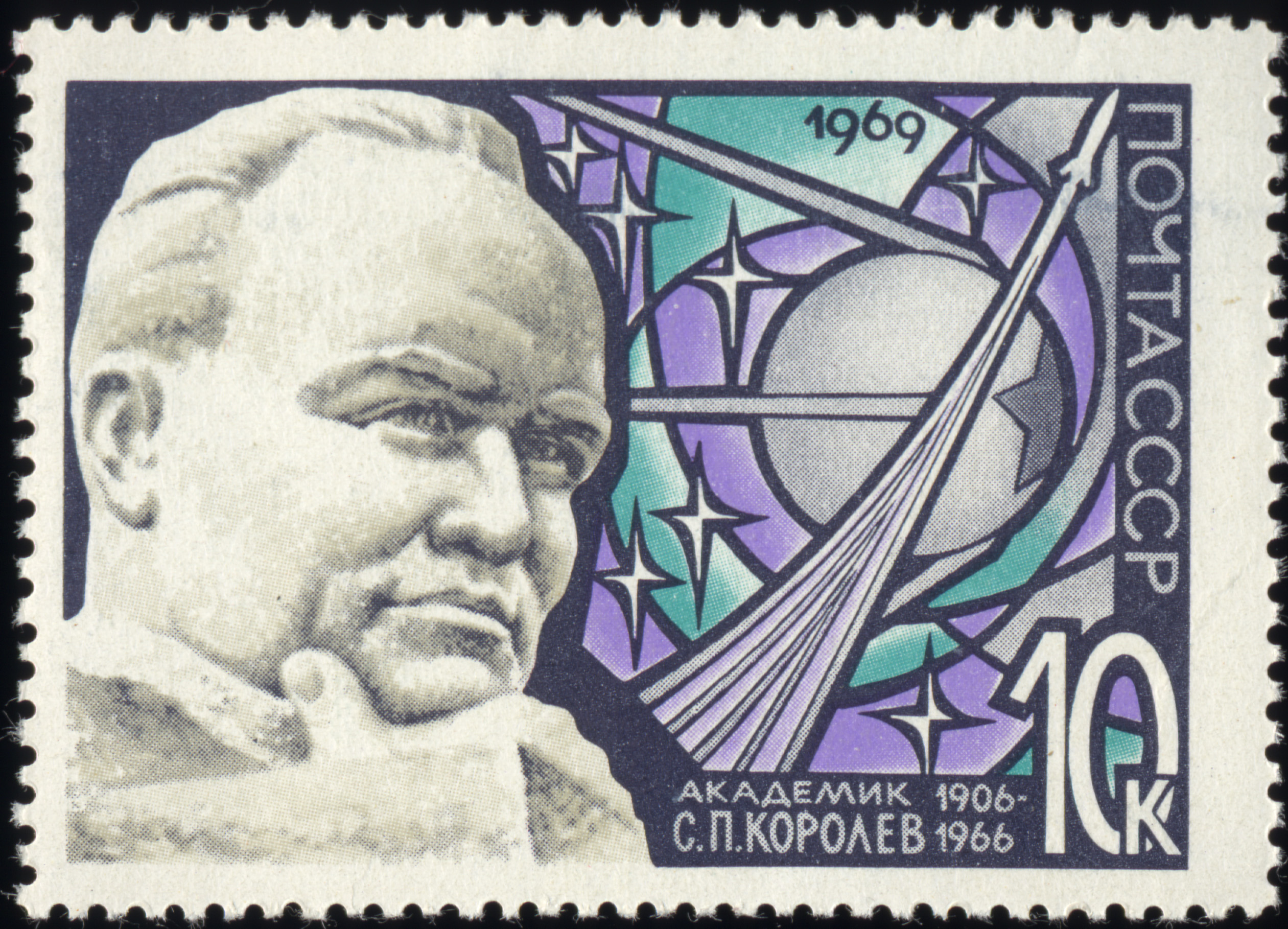
Марка СССР (1969) с изображением С. П. Королёва, экземпляры которой Г. Гречко брал с собой в полёт в 1975 году

В числе личных вещей Г. Гречко взял с собой в первый полёт на космическом корабле «Союз-17» в карманном кляссере шесть марок со скульптурным изображением академика С. Королёва (ЦФА [АО «Марка»] № 3731). В день рождения Сергея Павловича, 12 января, Георгий Гречко и Алексей Губарев оставили на марках свои автографы.
Принимал деятельное участие в работе ВОФ, участвовал во встречах с коллекционерами. Так, в 1975 году прошла встреча лётчика-космонавта СССР с членами подмосковного клуба филателистов «Подлипки», на которой ему был вручена награда — знак «Активист ВОФ». Это почётное награждение, согласно решению Президиума правления Московского отделения (МО) ВОФ, было сделано «за пропаганду филателии по радио и телевидению». Знак и удостоверение на право его ношения вручил космонавту член правления МО ВОФ, председатель правления клуба филателистов «Подлипки» Г. Назаров. Одновременно Георгий Гречко получил удостоверение корреспондента журнала «Филателия СССР».
Ещё одним увлечением Г. Гречко стало собирание значков по теме «Космонавтика», а также тех городов, где ему приходилось бывать. В его фалеристической коллекции имелись подаренные филателистами клуба «Подлипки» первые бумажные значки с портретами космонавтов Ю. А. Гагарина, Г. С. Титова, А. Г. Николаева, П. Р. Поповича, В. Ф. Быковского, В. В. Николаевой-Терешковой, В. М. Комарова, К. П. Феоктистова, Б. Б. Егорова.
Его портреты помещены на марках СССР, вышедших в марте 1975 года в честь его полёта на корабле «Союз-17» (ЦФА [АО «Марка»] № 4446) и в 1978 году по случаю пребывания на борту станции «Салют-6» (ЦФА [АО «Марка»] № 4833).

Почтовые марки СССР в честь космических полётов Г. М. Гречко
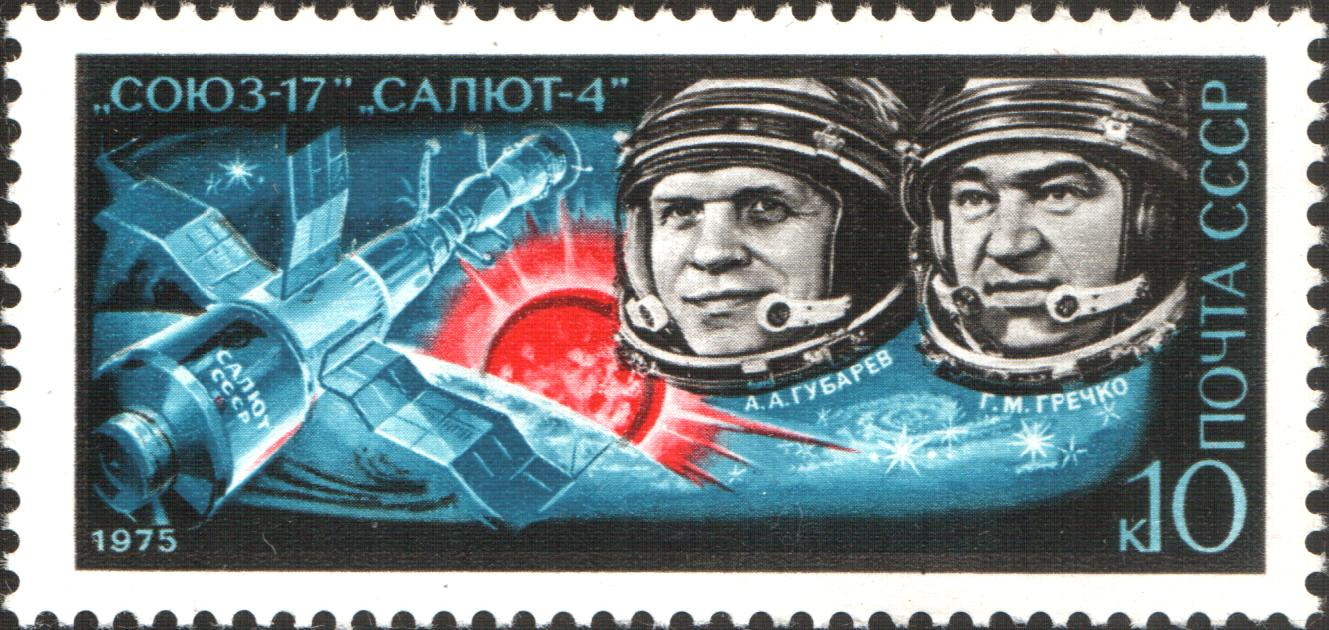
1975: «Союз-17» и «Салют-4», вместе с А. А. Губаревым (ЦФА [АО «Марка»] № 4446)
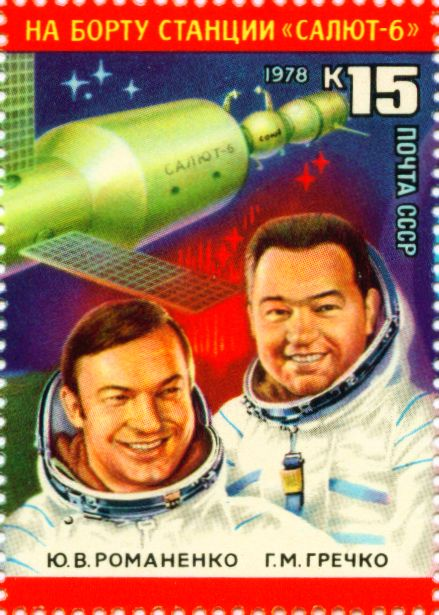
1978: «„Салют-6“ — 96 суток в космосе», вместе с Ю. В. Романенко (ЦФА [АО «Марка»] № 4833)

## Награды и звания
Государственные награды СССР и РФ
- Две медали «Золотая Звезда» Героя Советского Союза (12 февраля 1975, 16 марта 1978).
- Три ордена Ленина (12 февраля 1975, 16 марта 1978, 26 сентября 1985).
- Медаль «За заслуги в освоении космоса» (12 апреля 2011 года) — за большие заслуги в области исследования, освоения и использования космического пространства, многолетнюю добросовестную работу, активную общественную деятельность[26].
- Медаль «За трудовое отличие» (1961).
- Медаль «За доблестный труд. В ознаменование 100-летия со дня рождения В. И. Ленина» (1970).
- Медаль «За освоение целинных земель» (1970).
- Лауреат Государственных премий Украинской ССР и Эстонской ССР.
- Почётный знак ВЛКСМ

Награды иностранных государств
- Медаль «Золотая Звезда» Героя ЧССР (16 марта 1978).
- Орден Клемента Готвальда (ЧССР, 16 марта 1978).
- Орден Кирти Чакра (Индия, 1984).
- Почётный гражданин Братиславы (ЧССР, 2 мая 1987)[27].

Награды субъектов РФ
- Почётный гражданин города Байконур[28].
- Почётный гражданин города Королёв.
- Почётный знак «За заслуги перед Таймыром» (постановление № 525 от 9 декабря 2005 года)[29].
- Медаль Алексея Леонова (Кемеровская область, 2015)[30].

Награды общественных организаций РФ
- Золотая медаль имени К. Э. Циолковского АН СССР (1977).
- Золотая медаль «За заслуги в развитии науки и перед человечеством» Чехословацкой АН (1978).
- Орден «За службу России» (4 октября 2006, № 138).
- Лауреат национальной премии «Во славу Отечества» в номинации «Слава России» (2008), учреждённой Международной академией общественных наук и Международной академией меценатства.
- Орден «Во славу Отечества» II степени (2008).
- Лауреат премии им. И. Ефремова (1989).

Учёные степени
- Кандидат технических наук (1967).
- Доктор физико-математических наук (1984).

## Личная жизнь
- Отец — Михаил Фёдорович Гречко (1901—1978)[11].
- Мать — Александра Яковлевна Гречко (Капустина) (1907—1969)[11].
- Жена (первая) — Нина Викторовна Гречко (Тутынина) (1932—1999), инженер ГКБ НПО «Энергия»[11]. Подал на развод перед первым полётом, за что едва не лишился этой возможности[31].
  - Сын — Алексей (род. 18.11.1958), инженер коммерческой службы Центрального управления международных воздушных сообщений[11].
  - Сын — Михаил (род. 25.06.1962), зав. отделом Государственного научно-исследовательского института гражданской авиации[11].
- Жена (вторая) — Майя Григорьевна Гречко (Казекина) (род. 1938), преподаватель иностранного языка, на пенсии[11].
- Жена (третья) — Людмила Кирилловна Гречко (Овчинникова) (род. 22.05.1953), консультант по медицине ПКП «Циркон»[11].
  - Дочь жены от первого брака — Ольга Викторовна Михеева (Овчинникова) (род. 10.01.1979), дизайнер по интерьерам[11].
  - Сын жены от первого брака — Сергей Викторович Овчинников (род. 26.05.1981)[11].
- Четверо внуков.

## Память
- В Санкт-Петербурге, на аллее Героев в Парке Победы установлен бюст.
- Планируется присвоение имени Г. М. Гречко школе № 525 в Санкт-Петербурге, расположенной на пр. Космонавтов[32].
- Нижегородский планетарий носит имя Г. М. Гречко, в 2021 году перед ним установлен бюст космонавта.
- 2 апреля 1988 года в честь Г. М. Гречко назван астероид 3148 Grechko, открытый в 1979 году астрономом Н. С. Черных.
- Инженерно-космическая школа имени Г.М. Гречко при Балтийском государственном техническом университете («Военмех») им. Д.Ф. Устинова.

## Публикации
- Гречко Г. М. Предисловие // Космонавтика на значках СССР 1957—1975 гг. / В. Н. Ильинский, В. Е. Кузин, М. Б. Саукке. — М.: Связь, 1977.
- Гречко Г. М., Мелуа А. И., Пешков А. Б., Селиванов Н. П. Земля — наш дом во Вселенной. — М.: Стройиздат, 1983.
- Гречко Г. М., Мелуа А. И. В кадре — планета. — М.: Советская Россия, 1984.
- Гречко Г. М. Старт в неизвестность. — М.: Правда, 1989.
- Гречко Г. М. Космонавт № 34. От лучины до пришельцев. — М.: ОЛМА Медиа Групп, 2013.

## Фильмография
- 1979 — «Под созвездием Близнецов» — консультант.
- 1983 — «Скорость» — главный консультант.
- 1985 — «Корабль пришельцев» — консультант.
- 1987 — «Лиловый шар» — главный консультант.
- 1998 — «Не послать ли нам гонца?» — камео.
- 2006 — «Карнавальная ночь 2, или 50 лет спустя» — камео.
- 2011 — «Георгий Гречко. Траектория судьбы» — документальный фильм телестудии Роскосмоса.
- 2011 — «Георгий Гречко. Я был в космосе, я верю в Бога» — документальный фильм, «Первый канал»[33].
- 2011 — «Живая Вселенная» — эксперт цикла научно-популярных документальных фильмов, телеканал «Россия К».

## В массовой культуре
- Cosmonaut Grechko — такой псевдоним носит один из российских исполнителей электронной музыки[34].